# Київ (енциклопедичний довідник)
Енциклопедичний довідник «Київ» — перший універсальний енциклопедичний довідник про Київ видання Головної редакції Української радянської енциклопедії за редакцією Анатолія Кудрицького. Виданий 1981 року українською мовою; 1982 року — перше видання російською мовою, 1985 та 1986 років — друге видання, 1986 року — третє видання. Книга була підготовлена до святкування 1500-річчя Києва, яке відмічалось 1982 року.

## Вміст
Довідник відкриває вступний нарис, що подає загальні відомості про історію, природу, економіку й культуру Києва. Основна частина книги містить понад 2500 статей-довідок, поданих за алфавітом, які викладають інформацію про найважливіші історичні події, революційні, бойові й трудові традиції трудящих Києва, про історичні й адміністративні райони міста, його житлові масиви, найбільші підприємства, головні й найдавніші вулиці й площі, про навчальні й науково-дослідні заклади, мистецькі й культурні установи, пресу, творчі спілки, масові товариства й організації, про пам'ятники і пам'ятки історії та архітектури, меморіальні дошки тощо.
Зміст книги доповнює хронологічна таблиця основних подій в історії Києва, які згадано в довіднику.
В українському виданні містилося 190 ілюстрацій на кольорових і чорно-білих вкладках, понад 290 середтекстових ілюстрацій. У російських виданнях налічувалося 212 ілюстрацій на вкладках, понад 340 — серед тексту.
Значна частина матеріалів довідника є оригінальною і публікувалася вперше. При роботі над книгою використано фонди київських архівів, музеїв, бібліотек, історичну літературу, періодичну пресу, а також статті (у відповідній редакції), опубліковані в 1-му і 2-му виданнях Української радянської енциклопедії, в Радянській енциклопедії історії України, в інших Головних редакціях УРЕ.
Довідник випускався на тлі швидкоплинних подій у місті та всій країні. Через це до його різних видань, кожне з яких друкувалося поетапно, вносилися зміни та доповнення. Крім того, читачі подавали до редакції обґрунтовані повідомлення про деякі помилки та неточності, що за можливістю були виправлені без зміни верстки.
Загалом можна виділити такі різновиди довідника:
Українське видання (верстка в одну колонку), 736 сторінок, тираж 100 000 примірників, формат 75×901/32.
- 1-й завод (1–50 000), обкладинка бордова,
- 2-й завод (50 001–100 000), обкладинка бордова. На останній сторінці вміщено повідомлення до читачів про найбільш нагальні зміни, які сталися після підписання книги до друку. На першому форзаці надруковано план-схему історичних та історико-революційних пам'ятників та пам'ятних місць міста, на останньому — схему розміщення наукових та культурних установ.

1-ше видання російською мовою (верстка у дві колонки), 704 сторінки, тираж 100 000 примірників, формат 70×1001/32.
- 1-й завод (1–25 000), обкладинка біла.
- 2-й завод (25 001–100 000), обкладинка темно-блакитна. На титульній сторінці вміщено логотип «Киеву 1500 лет».

2-ге видання російською мовою (верстка у дві колонки), 760 сторінок, тираж 140 000 примірників, формат 70×1001/32.
- 1-й завод (1–55 000), 1985 рік, обкладинка зелена. Кількість статей збільшено до більш ніж 3000, внесено виправлення.
- 2-й завод (55 001–100 000), 1985 рік, обкладинка бордова.
- 3-й завод (100 001–140 000), 1986 рік, обкладинка зелена.

3-тє видання російською мовою (верстка у дві колонки), 768 сторінок, тираж 90 000 примірників, формат 70×1001/32.
- Обкладинка коричнева. Внесено виправлення, додано 32 статті в «Доповненні» після основного блоку.

## Авторський колектив
У підготовці довідника брали участь історики, археологи, архітектори, мистецтвознавці, фахівці інших галузей знань, керівники і відповідальні працівники багатьох київських установ і підприємств, співробітники Головної редакції УРЕ.
1-ше видання українською мовою
- Наукові консультанти: член-кореспондент АН УРСР Ю. Ю. Кондуфор; доктор архітектури Ю. С. Асєєв; доктори медичних наук К. Ф. Дупленко, А. М. Сердюк; доктори історичних наук В. О. Замлинський та М. Ф. Котляр; доктор мистецтвознавства Г. Н. Логвин; кандидати історичних наук А. Ф. Денисов, І. Ф. Курас, П. П. Толочко; кандидат мистецтвознавства Р. Я. Пилипчук; кандидат філологічних наук С. І. Білокінь, заслужений діяч мистецтв УРСР Д. Г. Янко.

- Автори окремих статей:
  - академіки АН УРСР О. М. Алимов, В. Н. Гріднєв;
  - академік АМН СРСР, заслужений діяч науки УРСР, Герой Соціалістичної Праці А. П. Ромоданов;
  - члени-кореспонденти АПН СРСР В. І. Войтко, М. Д. Ярмаченко;
  - члени-кореспонденти АН УРСР Ю. Г. Птушинський, О. В. Снітко;
  - доктори наук Ю. С. Асєєв, С. О. Висоцький, Ю. Ю. Керча, Г. В. Книшов, В. Н. Котов, С. С. Лаврик, Г. Н. Логвин, О. С. Мамолат, М. В. Новіков, С. Я. Огородник, А. І. Позмогов, О. А. П'ятак, А. М. Сердюк, Ф. П. Трінус, О. І. Циганов, А. О. Шелюженко, І. В. Шумада, М. М. Щербак, Я. С. Яцків;
  - кандидати наук І. Ю. Баренбойм, С. І. Білокінь, Я. Є. Боровський, Т. П. Булат, Л. В. Владич, Д. П. Григорович, О. І. Заваров, С. П. Капитанюк, С. К. Кілессо, С. Р. Кілієвич, Б. І. Корольов, М. А. Масловський, Н. М. Недоступ, Ю. А. Омельченко, Є. О. Рейцен, П. Р. Романчук, С. І. Северин, Н. О. Семенова, О. О. Силин, С. М. Старченко, П. І. Тернюк, П. П. Толочко, Т. О. Трегубова, В. П. Франчук, Г. І. Швець;
  - перші секретарі райкомів партії Києва Г. П. Брацун, В. В. Данков, А. М. Денисова, В. С. Западня, Е. В. Зінюк, Г. С. Колесниченко, О. І. Никитенко, К. І. Панікарський, М. М. Сергєєв, А. І. Холоденко, В. Г. Чепак;
  - заслужений працівник культури УРСР В. В. Білоус;
  - М. І. Бадах, Т. І. Бажанова, В. А. Баклан-Кучмаренко, К. А. Брамський, О. М. Горяшко, О. І. Давиденко, А. В. Давидова, Г. Ю. Івакін, А. І. Кирпач, М. І. Кузьмін, А. О. Леонова, О. М. Мавло, О. Ф. Овсієнко, Л. А. Пономаренко, Р. І. Придатко, Л. А. Проценко, М. А. Сагайдак, М. М. Сулима, Т. Б. Слюдікова, Л. В. Тоцька, М. І. Федорина, Ю. В. Храмов, М. Б. Хутов, Н. Н. Якимова, Г. М. Яроменюк.

У довіднику використані окремі факти з публікацій у періодичній пресі доктора філологічних наук Л. Ф. Хінкулова та матеріали києвознавця М. Н. Лівшиця.
- Співробітники Головної редакції УРЕ, які брали участь у підготовці довідника:
  - Складання та редагування статей: В. В. Артюхов, Н. П. Баранова, Г. А. Бенькевич, І. М. Блюміна, Л. І. Брюховецька, І. Л. Бутич, Л. А. Гаврилюк, Ж. Д. Гудзенко, В. Н. Денисова, Л. Л. Дмитренко, Д. О. Дубенко, О. В. Замостьян, В. Л. Зуц, В. П. Іванисенко, Б. О. Казанцев, Л. О. Кирилов, А. П. Кока, М. Д. Корнієнко, Т. С. Курашова, М. Г. Лабінський, Е. М. Лаврова, В. С. Левін, Д. К. Лісенбарт, Г. І. Мельниченко, Н. Д. Михальська, В. С. Мурза, І. В. Пінчук, Л. С. Пуфаль, Ф. К. Сарана, Р. Г. Семененко, О. С. Сенченко, М. І. Сосновська, Є. І. Стеценко, С. П. Стрелкова, І. В. Стремовська, Л. А. Сухих, Т. І. Таланова, С. П. Тимошенко, Л. О. Тинякова, З. Г. Туранська, О. Т. Хавро.
  - Літературне редагування: Г. І. Вівдиченко, Ю. П. Сидоренко, І. А. Черненко.
  - Опрацювання словника: М. П. Вишневський, А. Д. Гандзюра, К. А. Лобкова.
  - Художнє редагування: В. П. Вечерський, В. П. Данильчук.
  - Карти: Є. В. Мержвинський.
  - Технічне редагування: Є. М. Соколов.
  - Коректорський відділ: С. Я. Гапонова, К. В. Гутаріна.
  - Молодші редактори: Н. О. Котляренко, Л. В. Поліщук.
  - Фотографії: Ю. М. Бусленко.
  - Художнє оформлення: В. Я. Березань (1-ше видання), В. П. Данильчук (наступні видання).